# Dendrobium cyrtolobum
Dendrobium cyrtolobum är en orkidéart som beskrevs av Rudolf Schlechter. Dendrobium cyrtolobum ingår i släktet Dendrobium, och familjen orkidéer. Inga underarter finns listade i Catalogue of Life.